# Mikroregion Alto Teles Pires

Mikroregion Alto Teles Pires

Mikroregion Alto Teles Pires – mikroregion w brazylijskim stanie Mato Grosso należący do mezoregionu Norte Mato-Grossense.

## Gminy
- Ipiranga do Norte
- Itanhangá
- Lucas do Rio Verde
- Nobres
- Nova Mutum
- Nova Ubiratã
- Santa Rita do Trivelato
- Sorriso
- Tapurah